# ولفگانگ ام اشمیت
ولفگانگ ام اشمیت (انگلیسی: Wolfgang M. Schmidt؛ زادهٔ ۳ اکتبر ۱۹۳۳) دانشمند در زمینه نظریه اعداد اهل اتریش است.
وی همچنین برندهٔ جوایزی همچون کمک‌هزینه گوگنهایم شده است.